# 裂叶黄穗悬钩子
裂叶黄穗悬钩子（学名：Rubus chrysobotrys var. lobophyllus）为蔷薇科悬钩子属下的一个变种。

## 扩展阅读
- 維基物種上的相關：裂叶黄穗悬钩子